# دارين مورغان (ممثل)
دارين مورغان (بالإنجليزية: Darin Morgan)‏ هو كاتب سيناريو ومنتج أفلام وكاتب ومخرج وممثل أمريكي، ولد في 1966 في سيراكيوز في الولايات المتحدة. من الجوائز التي نالها جائزة إيمي.

## جوائز
- جائزة إيمي

## وصلات خارجية
- دارين مورغان على موقع IMDb (الإنجليزية)
- دارين مورغان على موقع ألو سيني (الفرنسية)
- دارين مورغان على موقع أول موفي (الإنجليزية)
- دارين مورغان على موقع قاعدة بيانات الأفلام السويدية (السويدية)
- دارين مورغان على موقع قاعدة بيانات الفيلم (الإنجليزية)
- دارين مورغان على موقع كينوبويسك (الروسية)